# ويزلي كيلينج
ويزلي كيلينج هو متزلج فني كندي، ولد في 11 يناير 1993 في وودستوك في كندا.

## وصلات خارجية
- ويزلي كيلينج على موقع الاتحاد الدولي للتزلج (الإنجليزية)
- ويزلي كيلينج على موقع الاتحاد الدولي للتزلج (الإنجليزية)
- ويزلي كيلينج على موقع الاتحاد الدولي للتزلج (الإنجليزية)